# Walcourt
Walcourt (in vallone Walcoû) è un comune belga di 17 652 abitanti situato nella provincia vallona di Namur.